# Mladoňovice, Chrudim
Mladoňovice là một làng thuộc huyện Chrudim, vùng Pardubický, Cộng hòa Séc.